# Bataille de Crossbarry
Guerre d'indépendance irlandaise
La bataille de Crossbarry est une bataille livrée le 19 mars 1921 en Irlande, durant la guerre d'indépendance irlandaise (1917-1921). La bataille de Crossbarry constitua une défaite particulièrement humiliante pour les troupes britanniques en raison de la forte disproportion des forces en présence.

## La situation tactique en 1921 dans le comté de Cork
Conflit asymétrique, la guerre d'indépendance irlandaise s'est surtout traduite militairement par des attentats, des embuscades, des expéditions punitives et par de sordides exécutions réciproques de partisans respectifs. Il est vrai que la disproportion des forces était telle que les hommes de l'IRA (armée républicaine irlandaise) évitaient autant que faire se peut les confrontations majeures avec leurs adversaires britanniques.
Ainsi, pour le seul comté de Cork où se déroula la bataille de Crossbarry (en), les Britanniques alignaient en mars 1921, époque de l'affrontement, 12 600 soldats (dont 1 690 Irlandais engagés dans des unités auxiliaires où militaro-policières telles que les Black and Tans) contre 310 combattants pour l'IRA. Mais pour être peu nombreux, les hommes de l'IRA du Cork étaient particulièrement redoutables car ils étaient commandés par un chef d'exception, Tom Barry (en), qui remporta sans doute les plus spectaculaires victoires irlandaises de la guerre, dont la bataille de Crossbarry.

## La bataille
Le 16 mars, Tom Barry prend la tête d'une colonne de 104 hommes, afin de tendre une embuscade à 300 Britanniques envoyés en renfort de Kinsale à Bandon. Chaque homme de l'IRA n'a sur lui que 40 munitions.
L'opération avorta, mais les Britanniques alertés crurent qu'ils tenaient enfin l'occasion d'infliger un grave revers à l'IRA et peut-être d'en finir avec Tom Barry. Une opération massive fut donc organisée le 19 mars, impliquant un millier d'hommes et des moyens mécanisés, qui convergèrent vers Crossbarry, où se trouvaient Tom Barry et ses hommes, avec pour seuls mots d'ordre : trouver et anéantir.
Tom Barry fit attaquer le convoi avant qu'il n'ait pu se déployer, infligeant ainsi des pertes sévères à ses adversaires et leur détruisant 9 camions. Cependant, grâce à leur supériorité numérique écrasante, les Britanniques réussirent à encercler les Irlandais. Tom Barry fit alors charger ses hommes au son de la cornemuse ; ils creusèrent des brèches sanglantes dans les rangs ennemies, percèrent leurs lignes et s'évanouirent dans la nature.

## Bilan
La bataille de Crossbarry constitua un revers majeur et particulièrement humiliant pour les Britanniques, qui avaient été battus en rase campagne par une troupe dix fois moins nombreuse que la leur. Leurs pertes furent élevées : 39 tués, 47 blessés, selon les Irlandais, les Britanniques n'admettant pour leur part qu'une dizaine de tués, alors que l'IRA déplorait 3 tués et 2 blessés. Quant à l'insaisissable Tom Barry, il allait continuer ses exploits, attaquant ainsi avec succès Rosscarbery le 22 mars suivant.